# El monasterio de los buitres
El monasterio de los buitres es una película de drama mexicana de 1973 escrita y dirigida por Francisco del Villar y protagonizada por Enrique Lizalde, Enrique Álvarez Félix, Irma Serrano «La Tigresa» y Macaria. Esta película está basada en la obra de teatro Pueblo Rechazado de Vicente Leñero.

## Argumento
La trama de la película se inicia en el monasterio al que ingresa el joven Emilio (Enrique Álvarez Félix), en el cual el padre prior (Enrique Lizalde) se encuentra inquieto por los trastornos que presentan varios monjes: el loco Andrés (Enrique Rocha) echa peroratas y se arroja comida encima; Marcos (Héctor Bonilla) es homosexual y ladrón; al exhibicionista Juan (Otto Sirgo), favorito del prior, le gusta lucirse en los cantos religiosos; Antonio (David Estuardo) ha tenido un hijo con Carmen (Margarita de la Fuente), chica de un pueblo cercano; Camilo (José Chávez), amante de Marcos y alcohólico, esconde en la biblioteca a su cuidado botellas de licor y fotografías de mujeres desnudas. Solo el viejo padre Pablo (Augusto Benedico), conservador y virtuoso, critica con dureza las dudas y liberalidades del prior. Por haber criticado en un libro a la Santa Sede, el prior tiene problemas con don Manuel (Eduardo Noriega), representante del patronato de capitalistas que mantienen al monasterio. Amalia (Irma Serrano «La Tigresa»), que hace negocios en el monasterio, vive con su marido Roque (Gregorio Casal) a quien, por celos, dejó ciego. Ella vive con una sobrina de ella, Eusebia (Macaria). Roque intenta abusar de Eusebia; Amalia la sorprende y a golpes, lo deja en la calle bajo la lluvia. Roque llega al monasterio y, desmayado, es recogido por el fraile portero (José René Ruiz Martínez «Tun-Tun»), un enano. Emilio ve copular desnudos a Antonio y Carmen y se lo dice al prior. Este regaña a Emilio por Judas y expulsa a Antonio. Emilio es disculpado por Antonio y seducido por Amalia, pero resulta impotente y ella lo llama marica. Amalia reanuda su vida marital con Roque. Después de pelear a golpes con Emilio, Andrés, loco del todo, mata en la cantina de un botellazo a un tipo que interrumpe su perorata religiosa. Llamado por el prior, su psicoanalista (Carlos Cámara) hace a los monjes una terapia de grupo que deja a Juan sin cantar. El Santo Oficio ordena al prior que interrumpa su experiencia psicoanalista. El prior intenta formar en otra parte una comunidad analítica de nuevo tipo, pero ni Emilio lo acompaña: el joven prefiere hacerse amante de Eusebia. Solo se va con el prior, para su sorpresa, Pablo, que debía quedar a cargo del monasterio.

## Reparto
- Enrique Lizalde - Padre Prior
- Enrique Álvarez Félix - Emilio
- Irma Serrano «La Tigresa» - Amalia
- Macaria - Eusebia
- Augusto Benedico - Pablo
- Enrique Rocha - Andrés
- Héctor Bonilla - Marcos
- Otto Sirgo - Juan
- Eduardo Noriega - Don Manuel
- David Estuardo - Antonio
- José Chávez - Camilo
- José René Ruiz Martínez "Tun-Tun" - Fraile portero
- Gregorio Casal - Roque
- Carlos Cámara - Psicoanalista
- Margarita de la Fuente - Carmen

## Comentarios
El monasterio de los buitres fue realizada por Francisco Del Villar basado en la pieza Pueblo rechazado, de Vicente Leñero, con la adaptación para el cine del propio Vicente Leñero y Francisco del Villar.